# Dalton (Stamfordham)
Dalton – wieś w Anglii, w hrabstwie Northumberland, w dystrykcie (unitary authority) Northumberland, w civil parish Stamfordham. W 1951 roku civil parish liczyła 60 mieszkańców.